# اوتو گرانستروم
اوتو گرانستروم (به انگلیسی: Otto Granström) ژیمناست زادهٔ ۴ اکتبر ۱۸۸۷ میلادی اهل کشور فنلاند است.